# Hruboňovo
Hruboňovo este o comună slovacă, aflată în districtul Nitra din regiunea Nitra. Localitatea se află la altitudinea de 162 m deasupra n.m., se întinde pe o suprafață de 11,55 km2 și în 2017 număra 519 locuitori.

## Istoric
Localitatea Hruboňovo este atestată documentar din 1247.

## Demografie
| An:                | 1994 | 2004   | 2014   | 2024    |
| ------------------ | ---- | ------ | ------ | ------- |
| Număr de persoane: | 464  | 487    | 502    | 588     |
| Diferență:         |      | +4,95% | +3,08% | +17,13% |

| An:                | 2023 | 2024   |
| ------------------ | ---- | ------ |
| Număr de persoane: | 575  | 588    |
| Diferență:         |      | +2,26% |